# تاثاكورتي
بلدية تاثاكورتي (بالإسبانية: Tazacorte) هي بلدية تقع في مقاطعة سانتا كروث دي تينيريفه التابعة لمنطقة جزر الكناري جنوب غرب إسبانيا.

## الديموغرافيا
بلغ عدد سكان بلدية تاثاكورتي 5.559 نسمة عام 2011 (وفقاً للمعهد الوطني للإحصاء الإسباني).
| 6.909 | 6.500 | 6.108 | 5.835 | 5.828 | 5.755 | 5.559 |